# École des praticiens du commerce international
Die EPSCI Business School (Ecole Practicien Supérieur Commerce International) wurde im Jahre 1975 von der ESSEC Business School gegründet, um den Bedarf an Führungskräften französischer Unternehmen, die international tätig sind, gerecht zu werden. In den letzten Jahren hat sich EPSCI als eine der leitenden Institutionen im Bereich der Ausbildung von internationalem Führungsnachwuchs in Frankreich etabliert. EPSCI teilt sich den Campus mit der ESSEC Business School Cergy-Pontoise im Großraum Paris.

## Studentenprofil
Studenten müssen die französische Sprache fließend beherrschen und außerdem über ein gutes Englischniveau verfügen. Während des Studiums muss außerdem eine weitere Fremdsprache erlernt werden. Die Zulassung nach dem Baccalauréat (Abitur) erfolgt über eine schriftliche und mündliche Aufnahmeprüfung, bei der nur ca. 16 % der Bewerber zum Studium zugelassen werden.

## Studium
Das Studium gliedert sich in vier Jahre, wovon mindestens ein Jahr im Ausland verbracht werden muss. Ferner wird erwartet, dass Studenten verschiedene Praktika absolvieren. Insgesamt elf Monate an Praktika sind bis zum Studienabschluss vorgeschrieben. Diese Voraussetzungen sollen sicherstellen, dass die Absolventen sowohl spezialisiert als auch vielfältig einsetzbar sind. Internationale Mobilität sowie interkulturelles Bewusstsein sind weitere Hauptmerkmale der EPSCI Absolventen.

## Internationalität
EPSCI verfügt über 48 Partnerinstitutionen in mehr als 20 Ländern. Besonders nennenswert sind die Doppel-Diplomstudiengänge, die unter anderem in Kooperation mit IBS Groningen (Niederlande), FH Dortmund, Plechanow-Akademie für Wirtschaft Moskau (Russland) sowie fünf weiteren Partnerschulen in England, Spanien und China angeboten werden. Hierbei erhöht sich der Auslandsaufenthalt von mindestens einem Jahr auf 1½ Jahre.

## Abschluss
Das Diplôme de l'EPSCI ist von EQUIS sowie von AACSB akkreditiert und vom französischen Staat auf Level II anerkannt (gleichwertig mit einem 4-jährigen universitären Abschluss; bei einem zweijährigen Masterstudiengang können EPSCI Absolventen direkt zum zweiten Studienjahr zugelassen werden). Im Rahmen der Harmonisierung des europäischen Hochschulraumes wird das Diplôme de l'EPSCI als Bachelor eingestuft und somit niedriger als sein eigentlicher Wert. Nach dem heutigen System kann es am besten mit einem deutschen Diplom verglichen werden.

## Rankings
Bei verschiedenen Rankings von sogenannten post-bac (Einstieg direkt nach dem Abitur) Business Schulen hat EPSCI wiederholt Spitzenpositionen erreicht:
- Le Point, Februar 2007: 2. Platz
- Challenges, Ausgabe 16, Dezember 2005: 3. Platz
- LePoint.fr, 2003: 1. Platz